# Nagaragawa-Stadion
Das Nagaragawa-Stadion (japanisch 長良川競技場, Nagaragawa Kyōgijō, Langform: 岐阜メモリアルセンター長良川競技場, Gifu Memoriaru Sentā Nagaragawa Kyōgijō, engl. Gifu Memorial Center Nagaragawa Stadium) ist ein Fußballstadion mit Leichtathletikanlage im Gifu Memorial Center der japanischen Stadt Gifu, Region Chūbu. Es ist die Heimspielstätte des Fußballvereins FC Gifu. 

## Geschichte
Ursprünglich war es als größtes Leichtathletikstadion der Stadt gedacht, wird aber hauptsächlich für den Fußball genutzt. Neben dem Fußball nutzt man das Stadion auch für Rugby und Hockey. Die Anlage wurde 1991 eröffnet, von 2009 bis 2011 umfassend renoviert und bietet heute 31.000 Plätze. Es stehen 17.540 Sitzplätze, 9540 davon auf der Haupttribüne und 13.460 Plätze auf den rasenbewachsenen Wällen, zur Verfügung.
Es ist Start- und Zielpunkt des seit 2011 jährlich im April/Mai stattfindenden Gifu-Seiryū-Halbmarathons. Außerdem war Austragungsort von zwei Gruppenspielen und eines Viertelfinales der U-17-Fußball-Weltmeisterschaft 1993.